# Rocca d'Argimonia
La Rocca d'Argimonia (1.610 m s.l.m.) è una vetta delle Alpi Biellesi.
Si trova in provincia di Biella lungo lo spartiacque tra la Valle Sessera e la Valle Strona di Mosso, in comune di Mosso (oggi Valdilana). La zona è inclusa nell'Oasi Zegna, nata nel 1993 per tutelare e valorizzare l'area montana compresa tra Trivero e il Bo.

## Descrizione

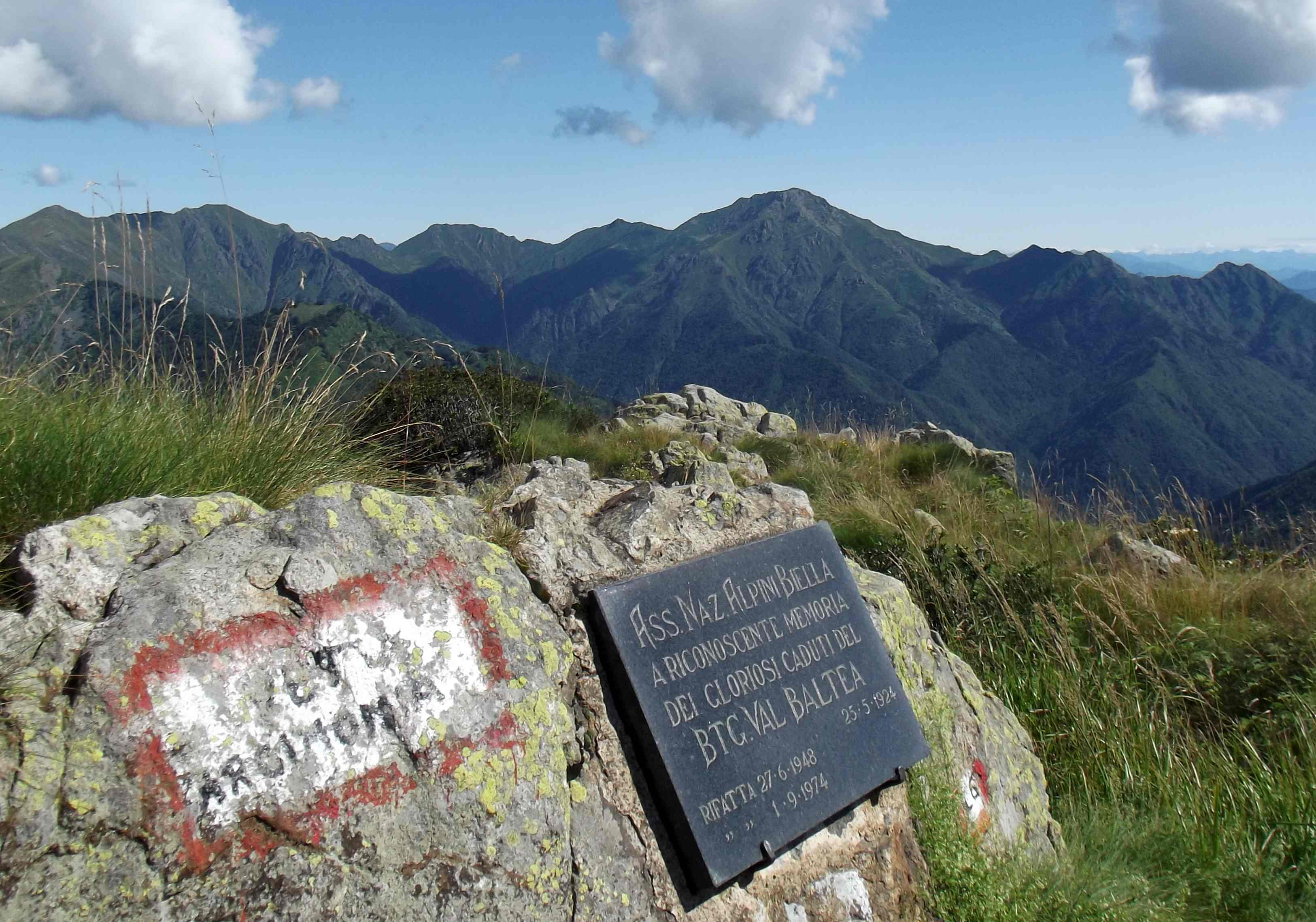
La vetta della montagna e, sullo sfondo, il monte Barone.

La montagna si eleva ad est del Bocchetto di Sessera; è separata dal Monte Cerchio e dalla zona sciistica di Bielmonte, da un colletto a quota 1528. Dal colletto la cresta spartiacque sale ad una prima elevazione (1.587 m s.l.m.) posta circa 400 m dal punto culminante e sulla quale sorge una piccola cappella. Seguono alcuni saliscendi che conducono alla vetta vera e propria, a quota 1610, dove si trovano alcune lapidi. La cresta perde poi quota rapidamente fino alla Bocchetta di Luvera (1.283 m s.l.m.), che separa l'Argimonia dalla cima della Ragna (1.413 m s.l.m.).
I due versanti della montagna sono piuttosto diversi tra loro: dirupato e privo di vegetazione arborea quello meridionale, rivolto verso la pianura, più boscoso invece quello settentrionale, che guarda verso la Valsessera. A mezzacosta sul versante meridionale passa panoramica Zegna, protetta in questo tratto da vari paravalanghe.
Dalla cima della montagna si gode di una ottima vista sulla pianura padana, sulle colline del Biellese centrale e sulle montagne della Valsessera, dietro le quali spuntano in Monte Rosa e altre montagne del Piemonte nord-orientale.

## Geologia
La Rocca d'Argimonia è costituita in prevalenza di rocce del gruppo delle serpentiniti, con la presenza di rocce ultrabasiche quali la lherzolite. Queste rocce si trovano in uno stato relativamente poco alterato e formano ripide balze e dirupi, mentre nella zona circostante il crinale Strona/Sessera si presenta invece con forme più dolci e arrotondate a causa della più massiccia alterazione chimico/fisica del substrato roccioso.

## Accesso alla vetta

### Escursionismo

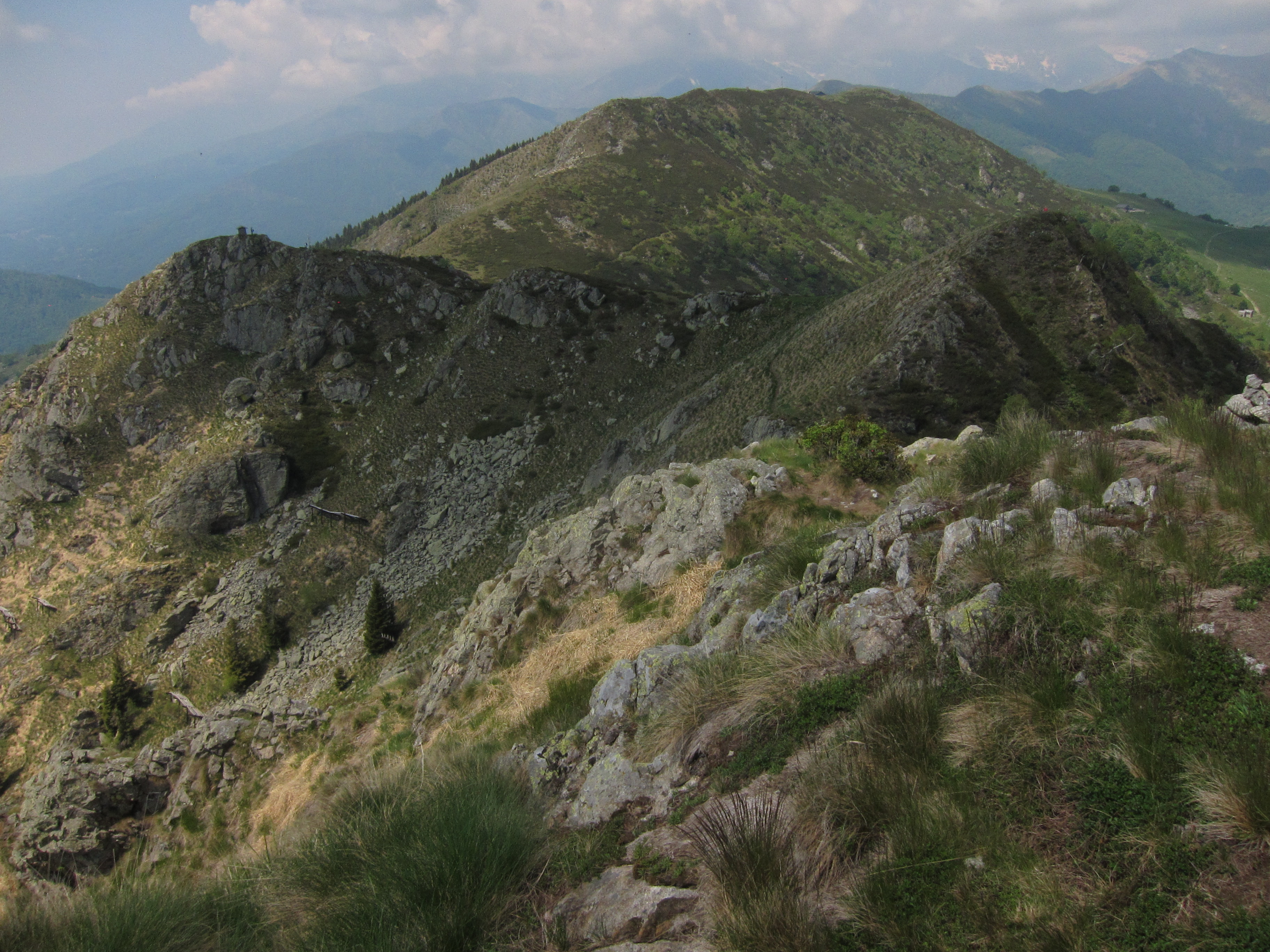
Veduta ovest dalla Cima della Rocca

È possibile raggiungere la vetta da ovest partendo dal poggio Cossato, al lato della Panoramica Zegna, seguendo un sentiero segnalato che transita per il colletto a quota 1531 e presenta poi alcuni tratti esposti o disagevoli, uno dei quali attrezzato con corde fisse.  Anche l'accesso da est, con partenza dalla bocchetta di Luvera, presenta tratti esposti e molto ripidi.

### Alpinismo

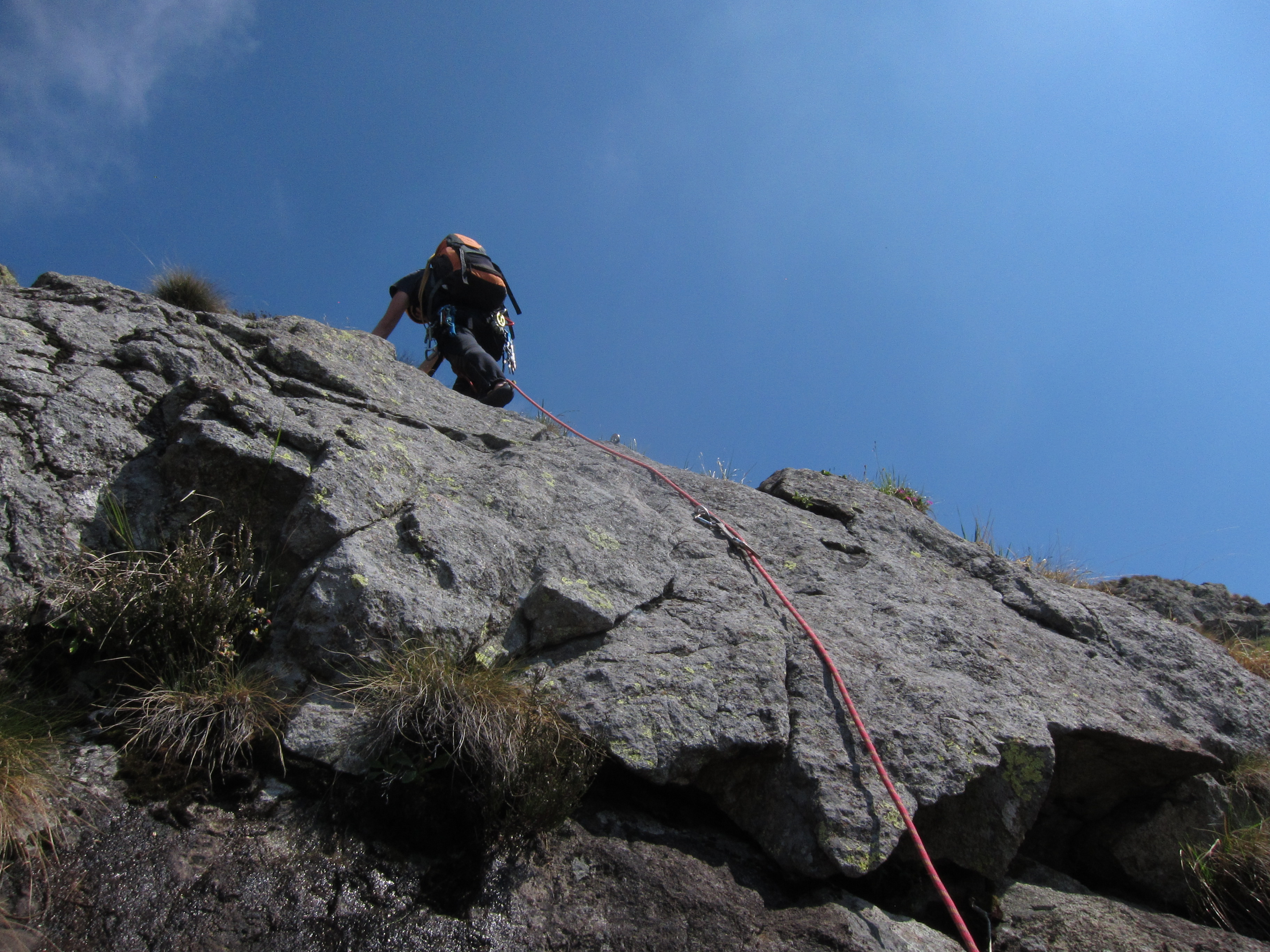
Uno scalatore arrampica la Via della Jella

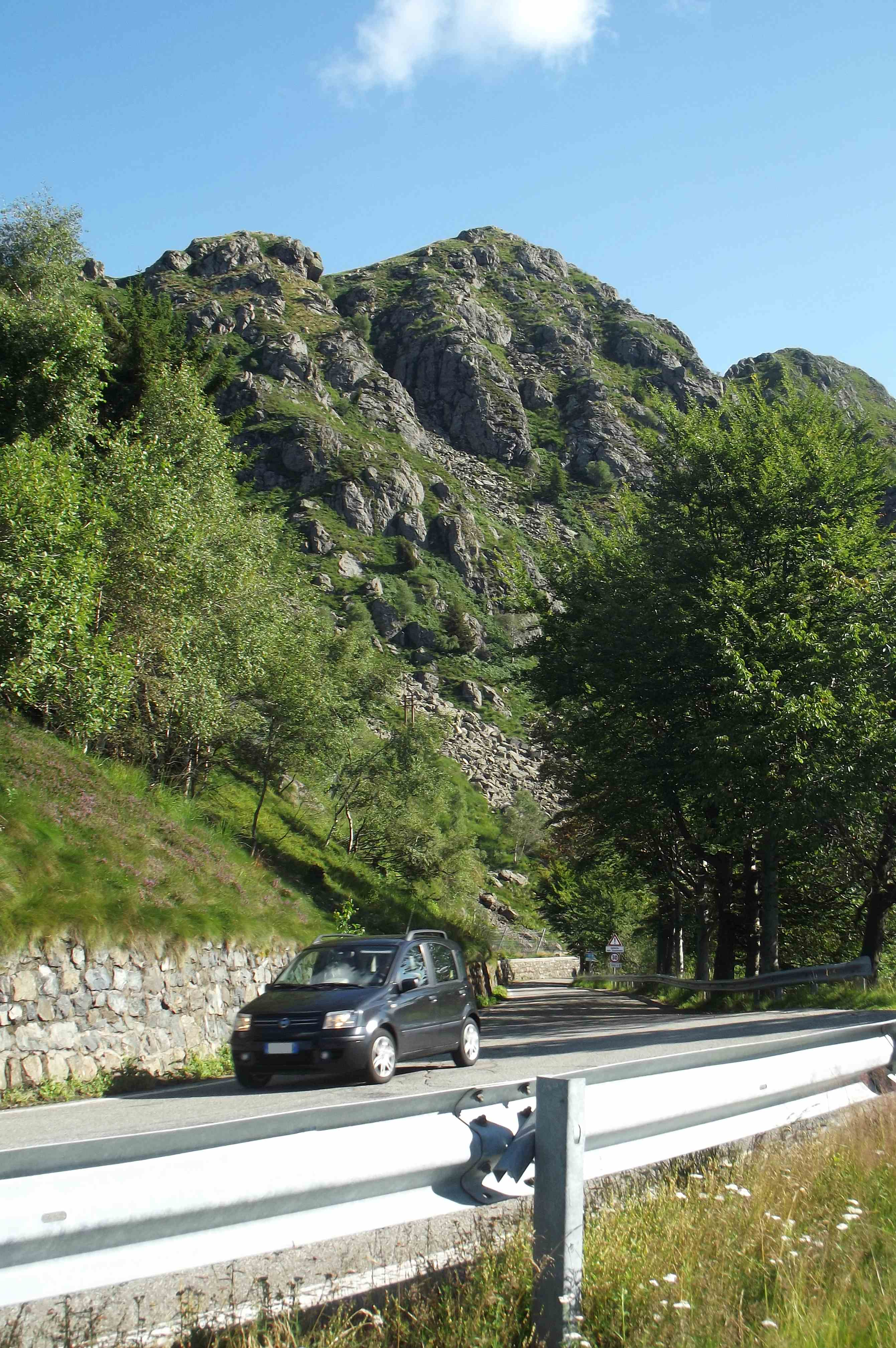
La Rocca d'Argimonia vista dalla Strada statale 232 Panoramica Zegna

Sull'Argimonia sono state aperte nel tempo numerose vie di arrampicata di varia difficoltà, in genere sul versante meridionale della montagna, come ad esempio le vie della jella, la plus facile e SK2.
Sulla montagna è inoltre presente una palestra di roccia con 12 itinerari non troppo difficili che viene spesso utilizzata per corsi di arrampicata rivolti ai più giovani.